# 玖珂隕石

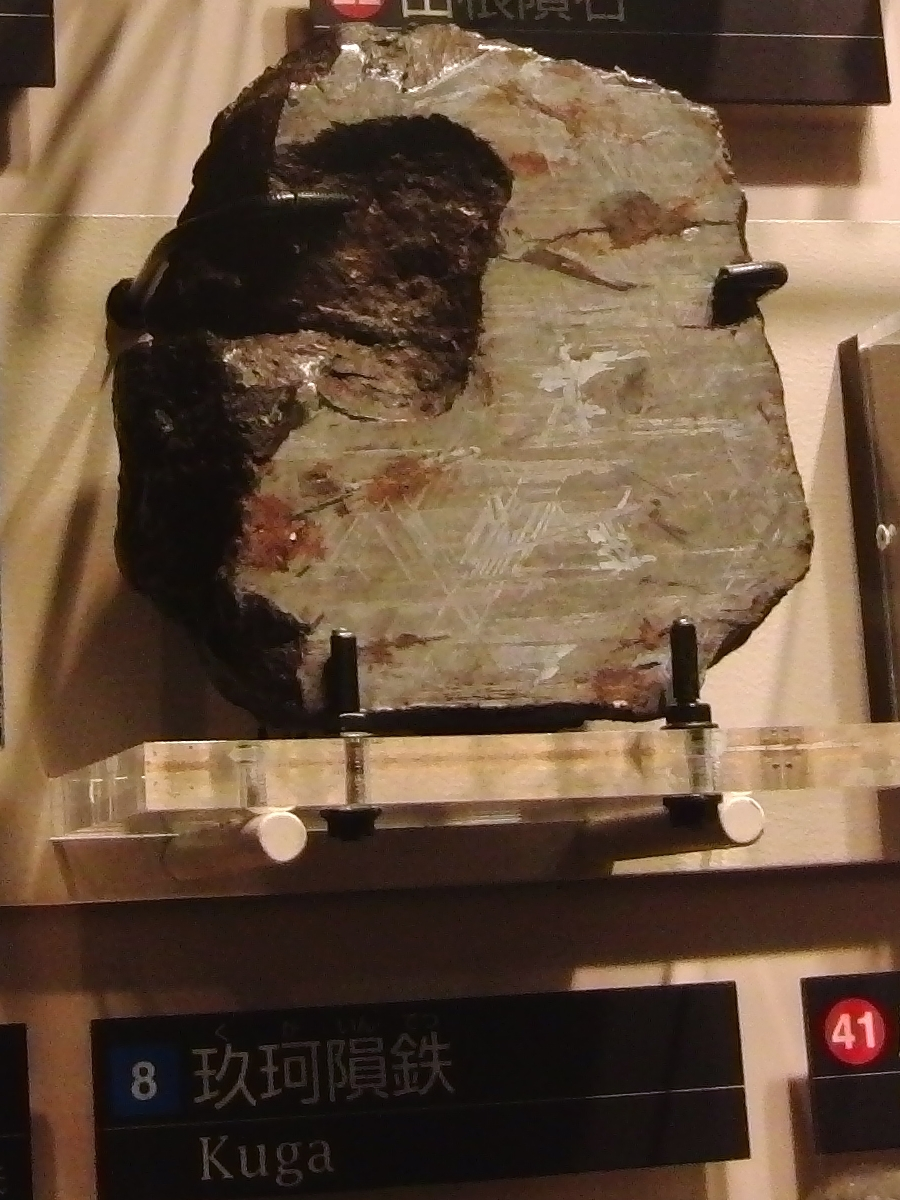
玖珂隕鉄（玖珂隕石）。国立科学博物館の展示。

玖珂隕石（くがいんせき）は1938年に山口県周東町（現岩国市）で発見されたIIIABに分類される鉄隕石である。

## 解説
昭和13年1月10日、農道の敷設工事中に深さ2mの土中で発見された。当時隕石研究はあまり行われていなかったので鑑定用に一部が切りとられただけで発見者のもとで保管された。
1950年に村山定男の依頼で隕石本体が探索がされて、再発見された玖珂隕石は、30万円で国立科学博物館に買い上げられて、発見地付近の橋のコンクリート化の基金とされた。
大きさは12.5cm×11cm×6cmで 重量は5.6kgで国立科学博物館に展示されている。山口県立山口博物館にレプリカと切片が展示され、2004年に落下地に記念碑が建てられた。

## 参考
- 「藤井旭が見に行く 隕石落下地めぐりの旅にでかけよう②」藤井旭、天文ガイド2010年7月号